# إلينور فيلد
إلينور فيلد (بالإنجليزية: Elinor Field) هي ممثلة أمريكية، ولدت في 4 يناير 1902 في بليموث في الولايات المتحدة، وتوفيت في 24 فبراير 1998 في تشيسترتاون في الولايات المتحدة.

## وصلات خارجية
- إلينور فيلد على موقع IMDb (الإنجليزية)
- إلينور فيلد على موقع قاعدة بيانات الفيلم (الإنجليزية)
- إلينور فيلد على موقع كينوبويسك (الروسية)